# Elmer Wilsoe

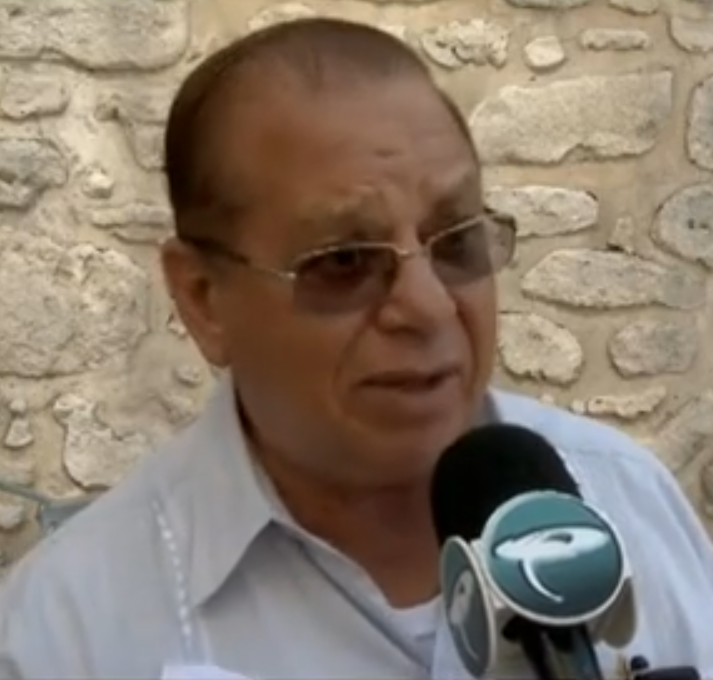
Wilsoe in 2014

Elmer Raynold (Kadè) Wilsoe (11 april 1943) is een Curaçaos politicus. Hij was minister van Justitie in het kabinet-Schotte en was lid van de Staten van Curaçao namens Pueblo Soberano.
Na zijn school werd Wilsoe geschiedenisdocent. Later werd hij twee jaar ambtenaar bij Bureau Buitenlandse Betrekkingen en vervolgens tien jaar directeur van het Curacao Plaza Casino. Tussen 1988 en 1994 was hij Gezaghebber van het Nederlands-Antilliaanse eilandgebied Curaçao.
Tijdens zijn periode als minister van Justitie bemoeide Wilsoe zich persoonlijk met de witwasaffaire van Robbie dos Santos, een halfbroer van collega-minister van Financiën George Jamaloodin. Zonder dat het Openbaar Ministerie op de hoogte was schreef Wilsoe een brief aan Hillary Clinton, toen minister van Buitenlandse Zaken van de Verenigde Staten,  met het verzoek om de bevroren tegoeden van Dos Santos in de Verenigde Staten vrij te geven. Dat ging om een bedrag van bijna 50 miljoen dollar. 
Wilsoe kwam ongeschonden uit de integriteitscrisis van enkele bewindslieden die leidde tot het aftreden van het kabinet-Schotte en de vervroegde verkiezingen. Wilsoe werd gekozen tot lid van de Staten van Curaçao. Zijn naam werd zelfs even genoemd als mogelijke nieuwe premier, maar na twee zakenkabinetten werd Ivar Asjes de nieuwe premier.
In september 2016 lekte uit dat Wilsoe door het Openbaar Ministerie wordt verdacht van betrokkenheid bij de moord op Helmin Wiels. Zelf ontkent hij dit, maar Wilsoe legde wel tijdelijk zijn functie als lid van de Staten van Curaçao neer omdat hij vindt dat verdachten niet in de Staten thuishoren. Bij de verkiezingen op 28 april 2017 stond hij nr. 3 op de PS-lijst, doch hij behaalde onvoldoende voorkeurstemmen om zijn statenzetel te behouden.